# Satanique Samba Trio
Satanique Samba Trio é um quinteto brasiliense de música experimental e Rock In Opposition criado em 2002. Mescla estilos como forró, jazz fusion, samba, bossa nova e rock.
A formação inicial, com Jota Ferreira (cavaco), Anderson Nigro (bateria), Rudhra Gallina (guitarra) e Carlos Tort (vibrafone) foi dissolvida por Munha da 7- criador, baixista e regente da banda - em 2003, quando esta adquiriu a formação atual.
Influenciados por Gustav Mahler, Dmitri Shostakovich, Anton Webern, Luc Ferrari, Stravinsky, Barão de Samedi, Karlheinz Stockhausen e Pierre Henry, os músicos ainda absorvem elementos da música erudita contemporânea, como dissonâncias e distorções rítmicas inspiradas no que chamam de "estética do Satanismo Tropical".

## Discografia
- 2021 - Mini Bad
- 2020 - Forrível
- 2019 - Mais Bad
- 2019 - Instant Karma
- 2017 - Xenossamba
- 2015 - Mó bad
- 2014 - Badtryptych
- 2013 - Bad Trip Simulator #3
- 2011 - Bad Trip Simulator #1

- 2010 - Bad Trip Simulator #2
- 2007 - Sangrou
- 2004 - Misantropicália

EP gravado em 2004, nos estúdios Hi-Fi, Blue e Sonholândia, com produção de Zepedro Gollo e Munha. Músicas compostas, orquestradas e concebidas por Munha, exceto "Canção pra atrair má sorte", composta, orquestrada e produzida por Munha e Hideki, com letras de T.B. Allen.
1. "Teletransputa"
2. "Canção pra atrair má sorte (ato I)"
3. "deus odeia Samba-Rock"
4. "Canção pra atrair má sorte (ato II)"
5. "Gafieira Bad Vibe"
6. "Canção pra atrair má sorte (ato III)"
7. "Seis temas tropicais para Mestre Lúcifer"
8. "Canção pra atrair má sorte (ato IV)"
9. "Dança das quiumbas"